# Triângulo de Coral

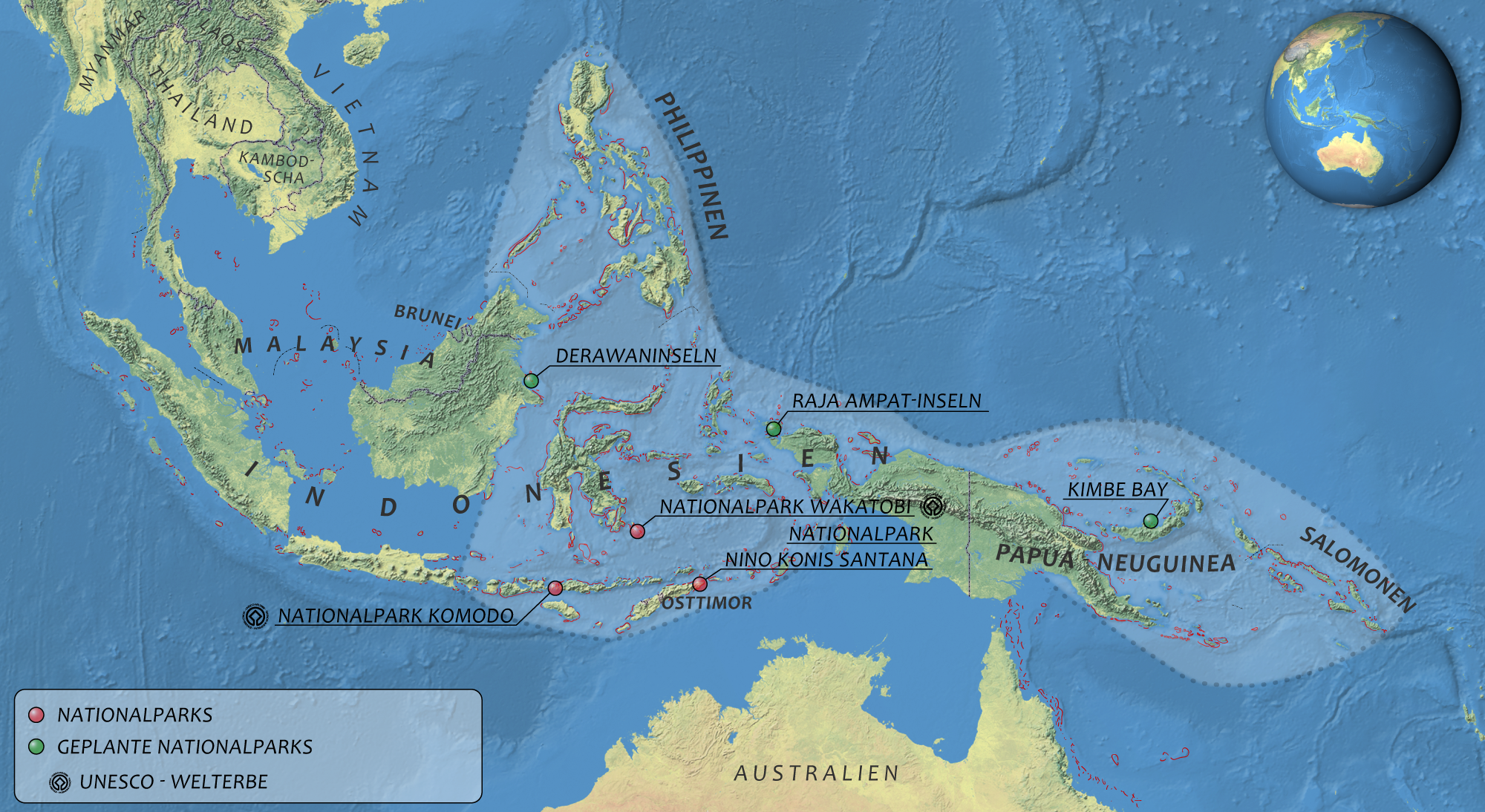
Parques nacionais no triângulo de corais

O Triângulo de Coral é uma área aproximadamente triangular das águas marinhas tropicais da Indonésia, Malásia, Papua-Nova Guiné, Filipinas, Ilhas Salomão e Timor-Leste que contêm pelo menos 500 espécies de corais construtores de recifes em cada ecorregião . Esta região abrange partes de duas regiões biogeográficas: a região da Indonésia-Filipinas e a região do extremo sudoeste do Pacífico. O triângulo de coral é reconhecido como o centro global da biodiversidade marinha e uma prioridade global para a conservação. Também é chamada de " Amazônia dos mares" e cobre 5,7 milhões de quilômetros quadrados (2.200.000 milhas quadradas) de águas oceânicas. Seus recursos biológicos sustentam a vida de mais de 120 milhões de pessoas. Segundo a Rede de Conhecimento do Triângulo de Coral , cerca de US$3 bilhões em exportações pesqueiras e outros US$ 3 bilhões em receitas de turismo costeiro são derivados como receita anual de câmbio na região.
O WWF considera a região uma das principais prioridades para a conservação marinha, e a organização está enfrentando as por meio do Programa Triângulo dos Corais, lançado em 2007. O centro da biodiversidade no Triângulo é a Passagem da Ilha Verde nas Filipinas, enquanto o único local de recife de coral declarado como Patrimônio Mundial da UNESCO na região é o Parque Natural Tubbataha Reef , também nas Filipinas.

## Biodiversidade
Embora cubra apenas 1,6% da área oceânica do planeta, a região possui 76% de todas as espécies de coral conhecidas no mundo. Como habitat para 52% dos peixes de recife do Indo-Pacífico e 37% dos peixes de recife do mundo, ele abrange a maior diversidade de peixes de recife de coral do mundo. Mais de 3.000 espécies de peixes vivem no triângulo coral, incluindo o maior peixe o tubarão-baleia e o celacanto. O triângulo de coral é o epicentro da biodiversidade não apenas de corais e peixes, mas de muitos outros organismos marinhos. Ele também fornece habitat para seis das sete espécies de tartarugas marinhas do mundo.

O triângulo de coral também possui a maior extensão de florestas de mangue do mundo. A grande área e a extraordinária variedade de habitats e condições ambientais têm desempenhado um papel importante na manutenção da biodiversidade impressionante do triângulo de corais.

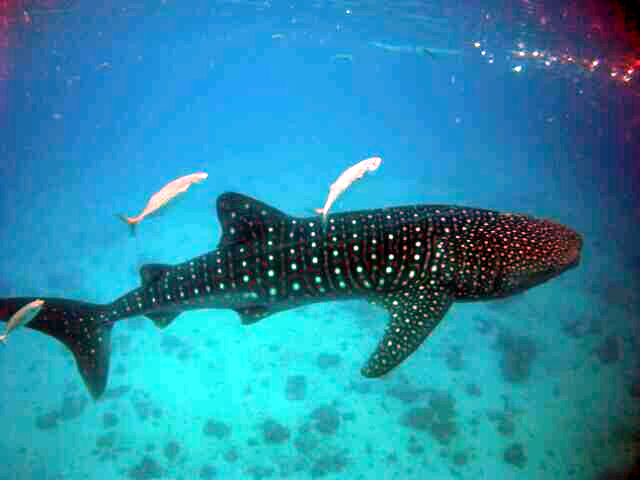
Tubarão-baleia (Rhicodon typus)
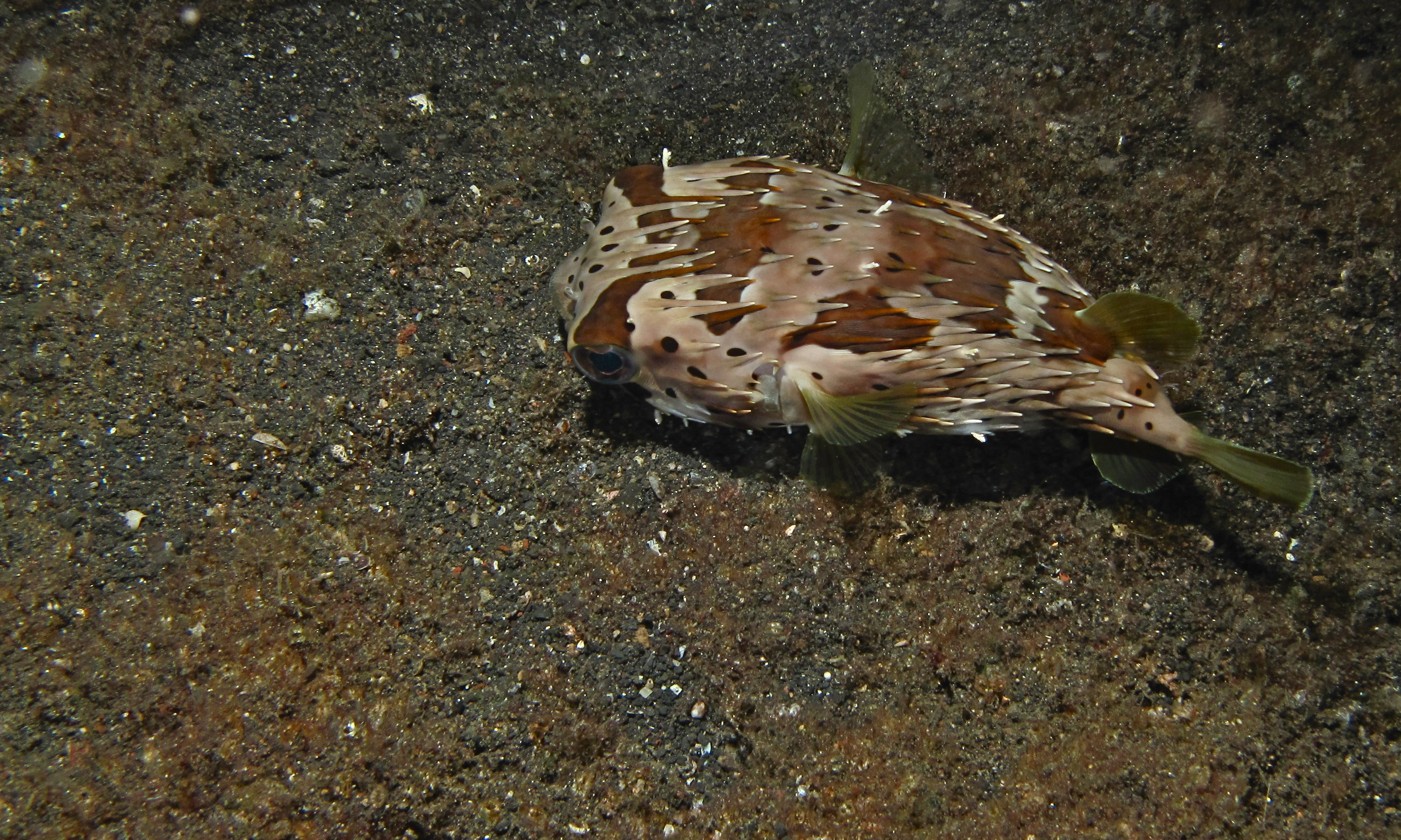
Baiacu-de-espinhos-longos (Diodon holocantus)
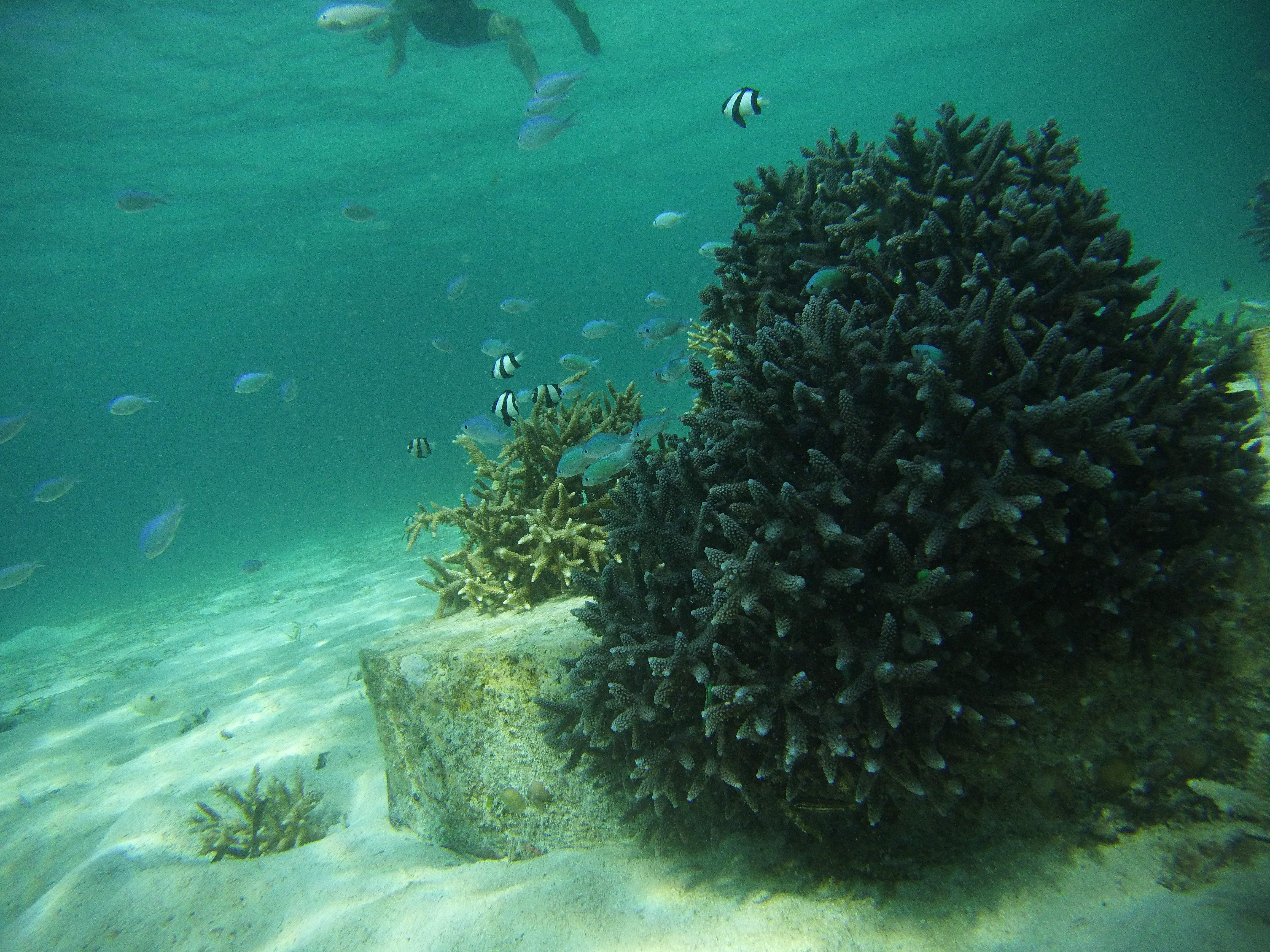
Coral do gênero Acropora
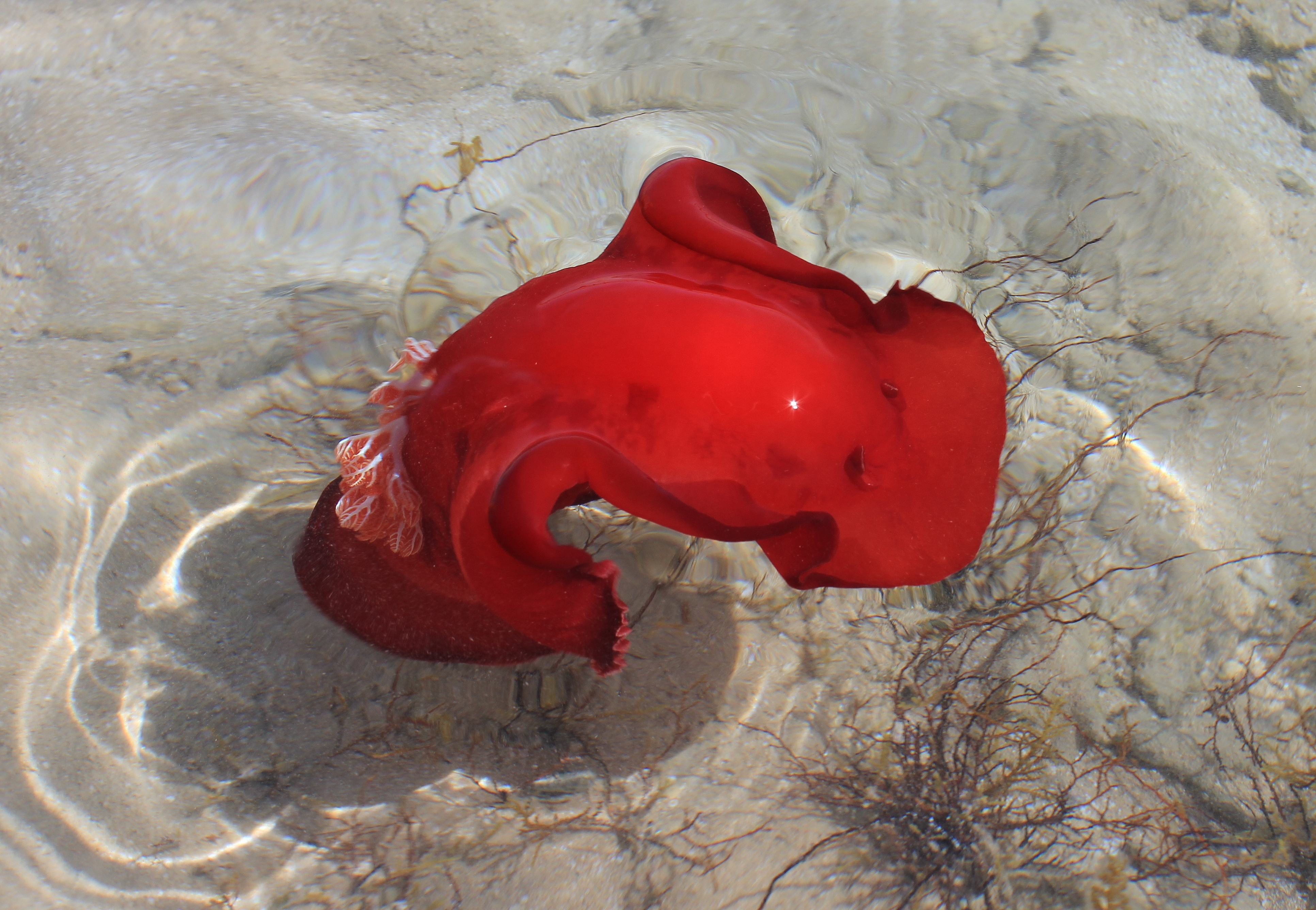
Bailarina-espanhola (Hexabranchus sanguineus)
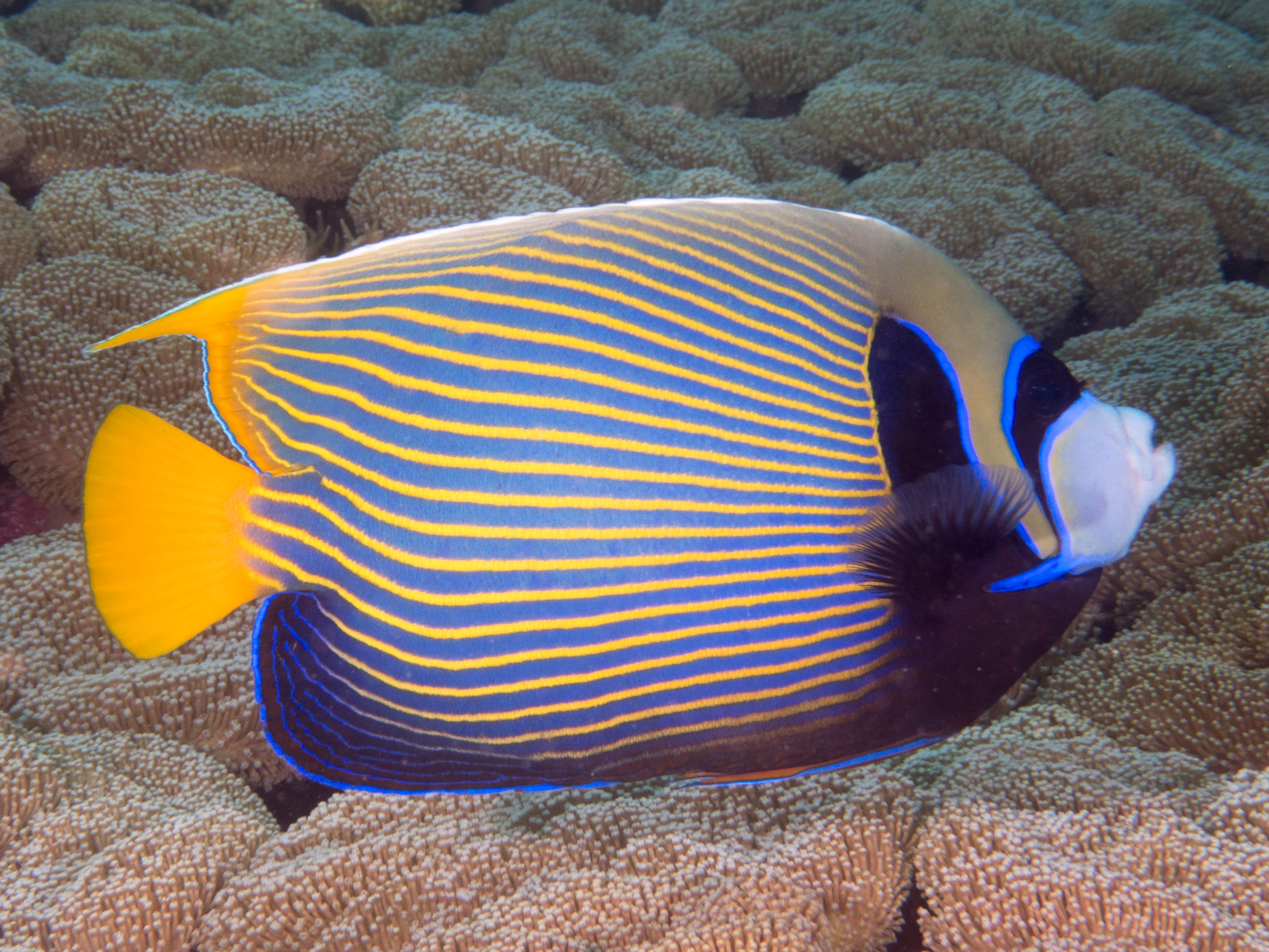
Peixe-anjo-imperador (Pomacanthus imperator)
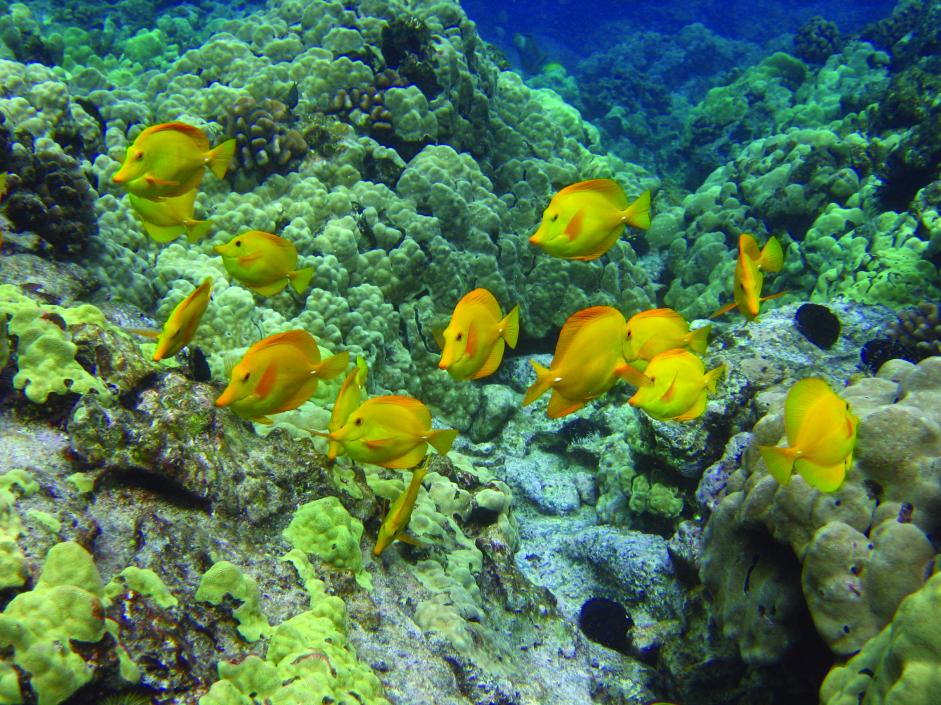
Cardume de cirurgiões-amarelo (Zebrasoma flavescens)
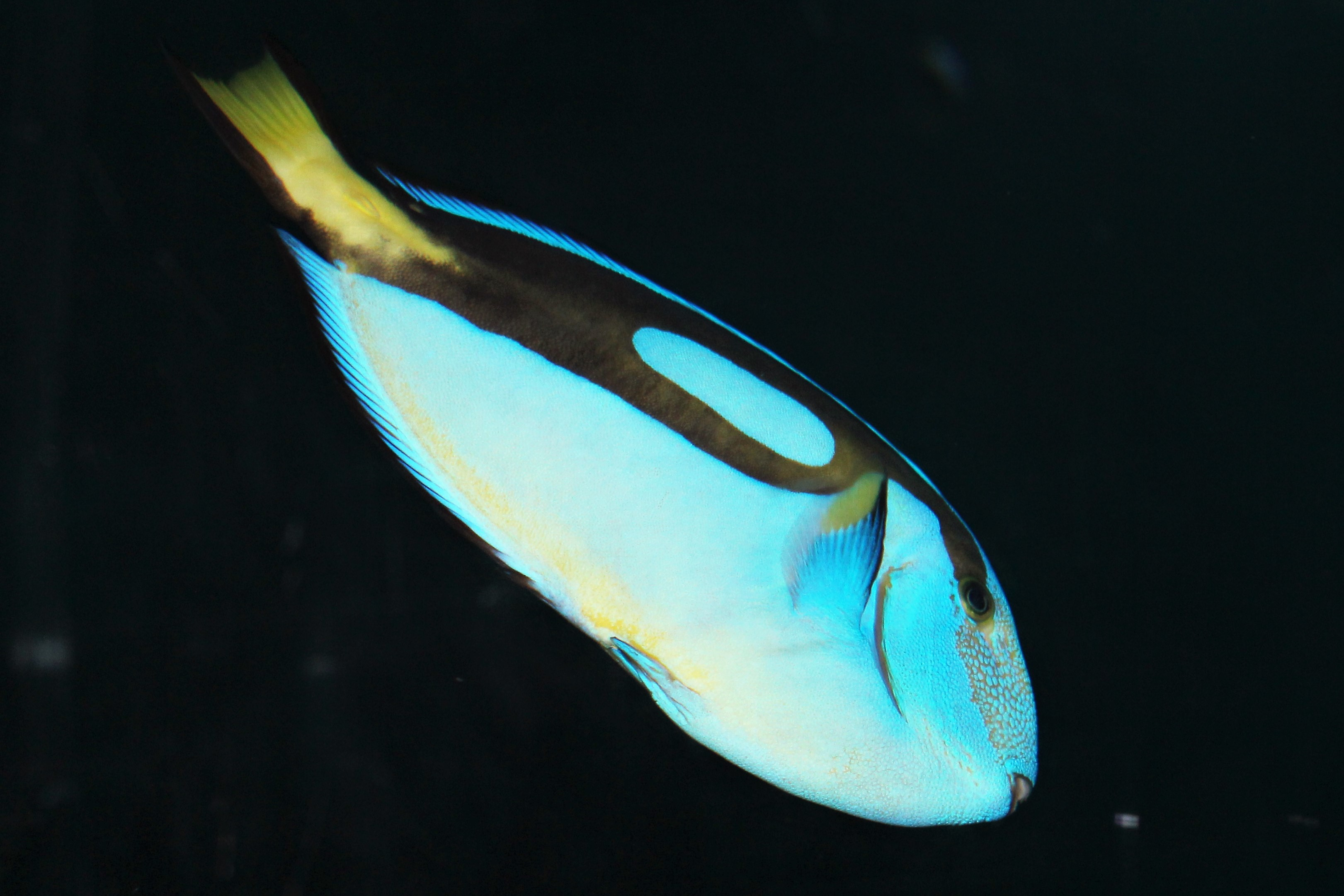
Cirurgião-patela (Paracanthurus hepatus)
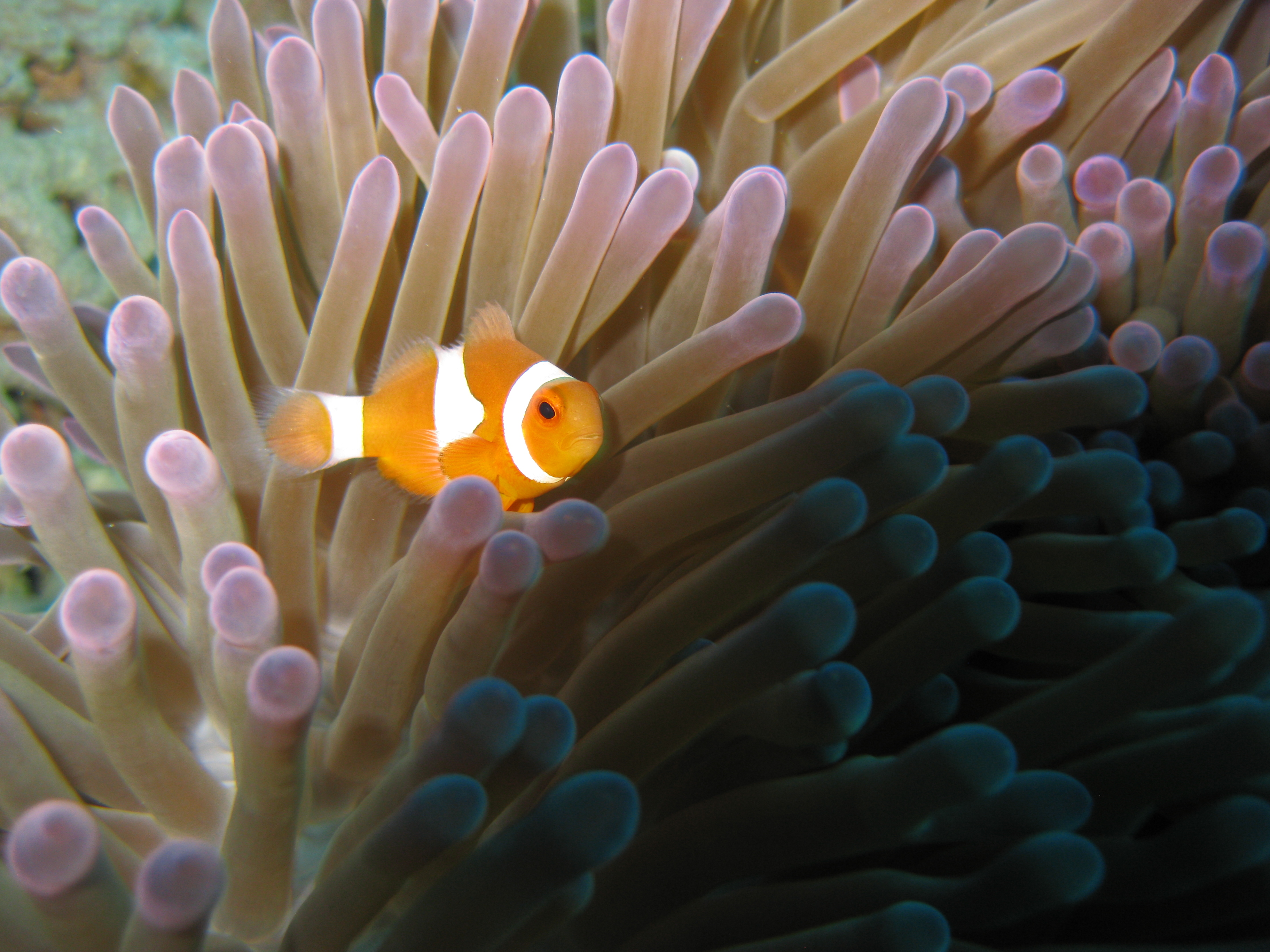
Peixe-palhaço-comum (Amphiprion ocellaris) entre os tentáculos de uma anêmona-gigante-do-Indo-Pacífico (Heteractis magnifica)
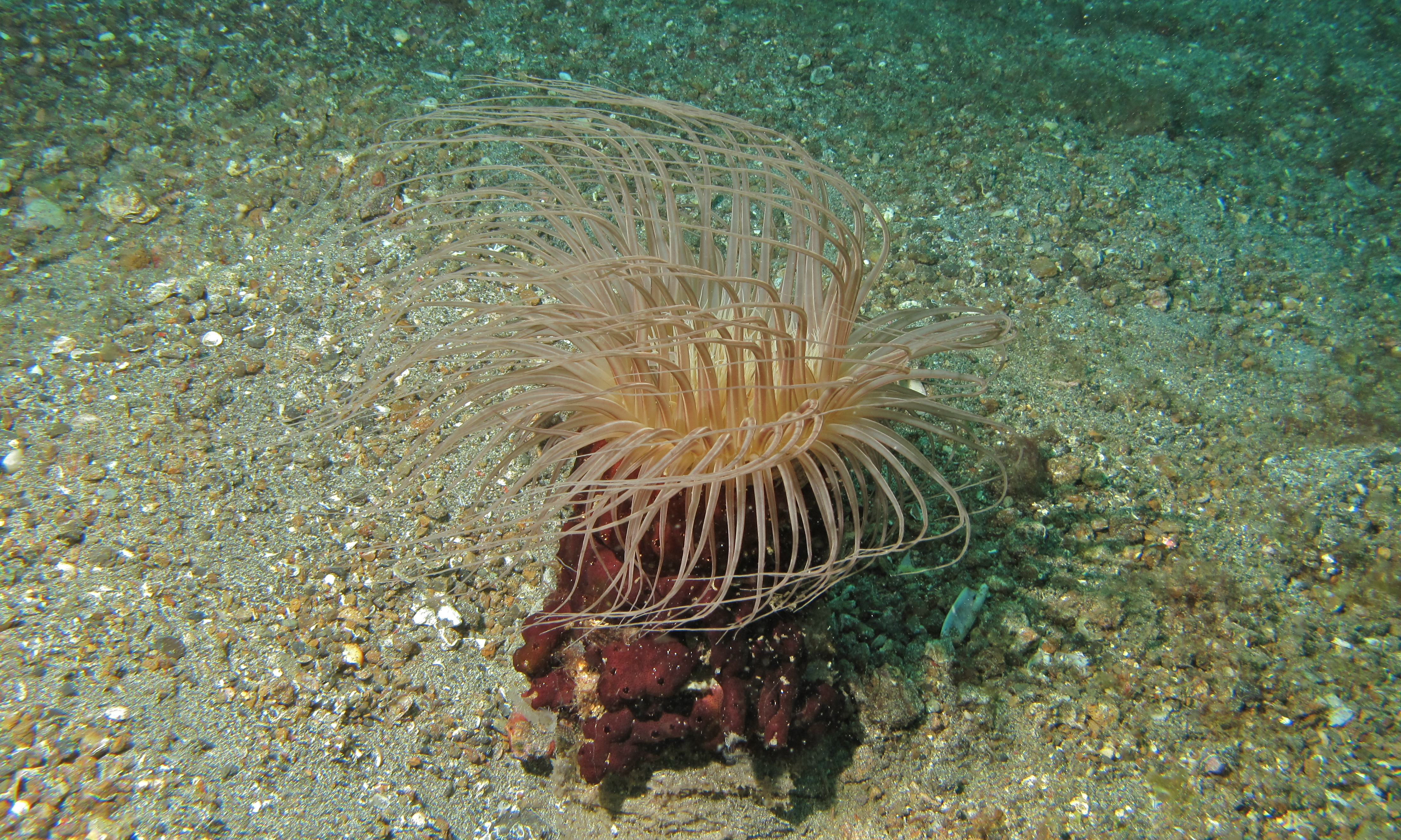
Cerianthus sp.
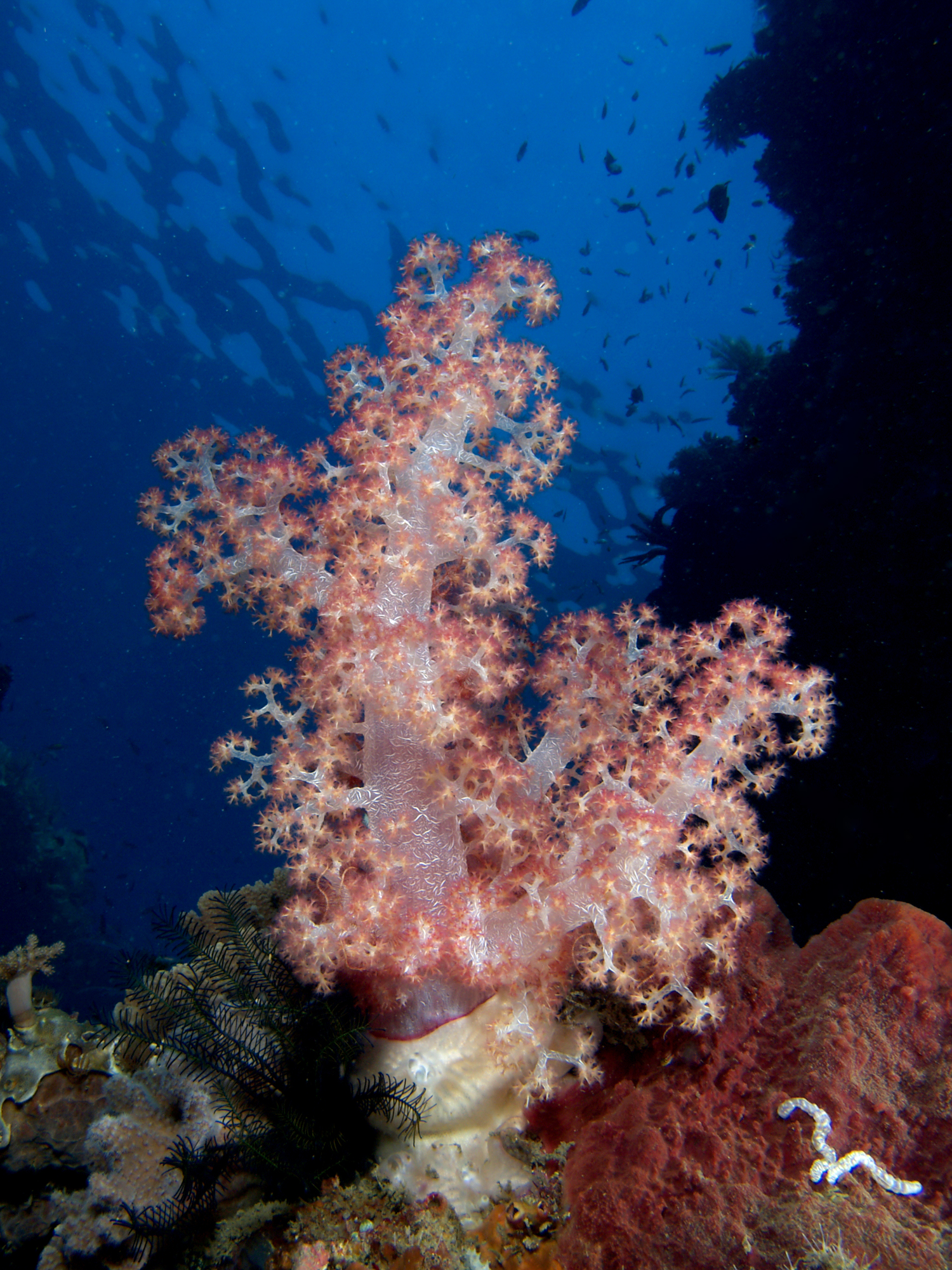
Coral-mole-rosa (Nephthya sp.)

## Ameaças
O triângulo de coral fica em uma encruzilhada de populações em rápida expansão, crescimento econômico e comércio internacional. A biodiversidade e a produtividade natural do Triângulo de Coral estão ameaçadas pelo mau gerenciamento marinho (principalmente pelo desenvolvimento costeiro e pela sobrepesca e pesca destrutiva), falta de vontade política, pobreza , alta demanda do mercado e desrespeito local por espécies raras e espécies ameaçadas e mudanças climáticas (aquecimento, acidificação e elevação dos mares). Os recifes de coral sofreram branqueamento em massa, que ameaçam degradar os importantes ecossistemas. Estima-se que 120 milhões de pessoas vivem dentro do Triângulo de Coral, dos quais aproximadamente 2,25 milhões são pescadores que dependem de mares saudáveis para ganhar a vida. Essas ameaças estão pondo em risco meios de subsistência, economias e suprimentos futuros de mercado para espécies como o atum. Estudos destacaram o declínio alarmante da cobertura de coral nesta região.
Como os recursos marinhos são a principal fonte de renda da população, os efeitos a jusante da perda desses ecossistemas costeiros críticos são enormes.

## Conservação
O Triângulo de Coral é objeto de esforços de alto nível de conservação dos governos da região, organizações de conservação da natureza como o Fundo Mundial para a Natureza, The Nature Conservancy and Conservation International e agências doadoras como o Banco Asiático de Desenvolvimento, o Global Environment Facility e USAID.

### Iniciativa do Triângulo de Coral sobre Recifes de Coral, Pescas e Segurança Alimentar
Iniciativa do Triângulo de Coral sobre Recifes de Coral, Pescas e Segurança Alimentar 
Em agosto de 2007, o Presidente da Indonésia, Yudhoyono, propôs uma parceria multilateral para "salvaguardar os recursos biológicos marinhos e costeiros da região" com outros cinco países geograficamente localizados no Triângulo de Coral (Malásia, Timor-Leste, Papua Nova Guiné, Ilhas Salomão e Filipinas). A parceria multilateral, então denominada Iniciativa do Triângulo de Coral sobre Recifes de Coral, Pesca e Segurança Alimentar (CTI-CFF).

### Objetivos do CTI-CFF[11]
1. Paisagens marítimas prioritárias designadas e geridas de forma eficaz
2. Abordagem Ecossistêmica à Gestão das Pescas (EAFM) e outros recursos marinhos totalmente aplicados
3. Áreas Marinhas Protegidas (AMPs) estabelecidas e efetivamente gerenciadas
4. Medidas de adaptação às mudanças climáticas alcançadas
5. Melhoria do status das espécies ameaçadas

## Delineamento
Os principais critérios utilizados para delinear o triângulo de coral foram:
- Alta biodiversidade de espécies (mais de 500 espécies de corais, alta biodiversidade de peixes de recife, foraminíferos, corais fúngicos e estomatopodes) e diversidade de habitats
- Oceanografia (correntes)

Há uma sobreposição considerável entre os limites do triângulo de corais, baseados principalmente na alta biodiversidade de corais (mais de 500 espécies), e os limites baseados na área de maior biodiversidade para os peixes de recife de coral.

## Mídia
O documentário de 2013 Journey to the South Pacific conta a história da conservação do triângulo de coral no contexto da vida nas ilhas.